# Інтер (Маямі)
Інтернаціональний футбольний клуб «Мая́мі» (ісп. Club Internacional de Fútbol Miami), відомий просто як «І́нтер Мая́мі» — американський футбольний клуб з Великого Маямі, Флорида. Заснований у 2018 році клуб почав грати у МЛС із сезону 2020 року. Зараз клуб проводить свої домашні матчі MLS на «Чейз Стедіум», на місці колишнього «Локхарт Стедіум».

## Власники
- Девід Бекхем
- Саймон Фуллер
- Марсело Клауре
- Хорхе Мас
- Хосе Мас
- Масайосі Сон

## Досягнення
Кубок Ліг Північної Америки:
- Чемпіон (1): 2023

Supporters' Shield:
- Переможець (1): 2024

## Відомі футболісти
- Сергій Кривцов
- Ліонель Мессі
- Серхіо Бускетс
- Жорді Альба
- Гонсало Ігуаїн
- Блез Матюїді
- Луїс Суарес

## Особисті досягнення футболістів «Інтер Маямі»

### Володарі «Золотого м'яча»
Футболісти, які отримали «Золотий м'яч» бувши гравцем «Інтер Маямі»:
- Ліонель Мессі — 2023